# دریاس جوان
| ردیف                      | مراحل اقلیمی          | طبقه‌بندی گَرده‌ای   | بازه زمانی              |
| ------------------------- | --------------------- | ----------------- | ----------------------- |
| هولوسن                    | زیراطلسی Subatlantic  | X ده              | ۴۵۰ پیش از میلاد تاکنون |
| هولوسن                    | زیراطلسی Subatlantic  | IX نه             | ۴۵۰ پیش از میلاد تاکنون |
| هولوسن                    | زیرشمالگون Subboreal  | VIII هشت          | ۳٫۷۱۰–۴۵۰ پ.م.          |
| هولوسن                    | اطلسی Atlantic        | VII هفت           | ۷٫۲۷۰–۳٫۷۱۰ پ.م.        |
| هولوسن                    | اطلسی Atlantic        | VI شش             | ۷٫۲۷۰–۳٫۷۱۰ پ.م.        |
| هولوسن                    | شمالگون Boreal        | V پنج             | ۸٫۶۹۰–۷٫۲۷۰ پ.م.        |
| هولوسن                    | پیشاشمالگون Preboreal | IV چهار           | ۹٫۶۱۰–۸٫۶۹۰ پ.م.        |
| پلیستوسن                  |                       |                   |                         |
| داغ‌گلی نورس Younger Dryas | III سه                | ۱۰٫۷۳۰–۹٫۷۰۰ پ.م. |                         |

دریاس جوان یا یانگر دریاس (به انگلیسی: Younger Dryas) که با نام داغ‌گلی نورس نیز شناخته می‌شود یکی از دوره‌های زمین‌شناختی زمین است که در حدود ۱۲۸۰۰ سال پیش، پس از دورهٔ گرمای کوتاهی که پس از پایان آخرین عصر یخبندان اتفاق افتاد، آغاز شد و تا حول و حوش ۱۱۵۰۰ سال پیش ادامه یافت. این دوره به‌طور ناگهانی و بدون هیچ گونه هشدار اولیه‌ای آغاز شد. در واپسین سده‌های آخرین عصر یخبندان، اقلیم جهانی به‌طور ناگهانی شروع به گرم شدن کرد و در مدت کوتاهی دگرگونی‌های وسیعی در شرایط اقلیمی مناطق گوناگون جهان ایجاد شد؛ اما بلافاصله سرمای شدیدی همانند عصر یخبندان بر سراسر جهان چیره گشت و چیزی در حدود هزار و سیصد سال دوام آورد. در پایان این تهاجم هزارساله، دماهای میانگین دوباره به صورت جهشی، و چیزی حدود هفت درجه سلسیوس در بیست سال افزایش یافتند، که چندان چشمگیر به نظر نمی‌رسد، ولی مانند آن است که اقلیم اسکاندیناوی تنها در مدت دو دهه با اقلیم مدیترانه‌ای تعویض شود. از لحاظ موضعی و منطقه‌ای تغییرات از این هم چشمگیرتر بوده‌اند. بررسی مغزه‌های یخی حفاری شده از گروئنلند نشان می‌دهد که دما در آن جا به اندازهٔ ۱۵ درجه در ۱۰ سال تغییر پیدا کرده و منجر به تغییراتی بنیادی در الگوهای بارندگی و شرایط رویش گیاهان شده‌است. این وضعیت به احتمال قوی، در زمین کم جمعیت آن روزی بسیار نگران‌کننده بوده‌است. پیامدهای چنین واقعه‌ای در شرایط کنونی زمین، اصولاً قابل تصور نیست.

## نام‌شناسی
نام این دوره برگرفته از نام گل وحشی قطبی - آلپی داغ گلی یا درایاس است. این گل، یکی از نخستین گیاهانی بود که پس از عقب‌نشینی لایهٔ یخ دوباره در سطح زمین ظاهر، و در آن متمرکز شد.